# گابریلا رودریگز (تهیه‌کننده)
گابریلا رودریگز (اسپانیایی: Gabriela Rodríguez‎؛ زادهٔ ۱۹۸۰ یا ۱۹۸۱) تهیه‌کننده فیلم اهل ونزوئلای ساکن لندن است. او نامزد جایزه اسکار بخش بهترین فیلم برای کارش در رما شد، و اولین زن آمریکای لاتین بود که نامزدی این بخش را از آن خود کرد. او همچنین برنده دو جایزه بفتا و یک جایزه فیلم ایندیپندنت بریتانیا و همچنین نامزدی‌های دیگر برای کار تولیدی خود در این فیلم شد.
وی برندهٔ جایزه بفتای بهترین فیلم و جایزه بفتای بهترین فیلم غیر انگلیسی‌زبان شده است.
رودریگز در ونزوئلا بزرگ شد. او تحت تأثیر عشق والدینش به فیلم، از کودکی به این موضوع علاقه‌مند بود و تصمیم گرفت که این کار حرفه‌ای او باشد. او برای حضور در دانشگاه سافک به بوستون نقل مکان کرد و در تابستان‌ها دوره‌های تکمیلی فیلم‌سازی را در دانشگاه نیویورک گذراند. چون تصمیم گرفت تولید فیلم را دنبال کند، پس‌از فارغ‌التحصیلی برای یک شرکت تولیدات تلویزیونی در نیویورک کارآموزی کرد.

## فیلم‌شناسی
- فرزندان انسان (کوتاه، ۲۰۰۷) – دستیار تهیه‌کننده[۵]
- جاذبه (۲۰۱۳) – دستیار تهیه‌کننده[۴]
- رما (۲۰۱۸) – تهیه‌کننده[۴]
- ریموند و ری (۲۰۲۲) - مدیر اجرایی تولید[۶]
- چوپان (کوتاه، ۲۰۲۳) - تهیه‌کننده[۷]
- سلب مسئولیت (در حال تولید) - مدیر اجرایی تولید[۸]